# اچ‌ام‌اس تارتار (۱۷۵۶)
اچ‌ام‌اس تارتار (۱۷۵۶) (به انگلیسی: HMS Tartar (1756)) یک کشتی بود که طول آن ۱۱۷ فوت ۱۰ اینچ (۳۵٫۹۲ متر) بود. این کشتی در سال ۱۷۵۶ ساخته شد.